# Тевенар, Антуан Жан Мари
Антуан-Жан Мари Тевенар (фр. Antoine-Jean-Marie Thévenard; 7 декабря 1733, Сен-Мало — 9 февраля 1815, Париж) — французский морской офицер и политик, вице-адмирал. Морской министр Франции c 17 мая 1791 по 18 сентября 1791.

## Биография
Принимал участие в семилетней войне и войне за австрийское наследство и войне за независимость Соединенных штатов Америки. Похоронен в Парижском Пантеоне.